# Richard Jutras
Pour les articles homonymes, voir Jutras.
 (juillet 2020).
Richard Jutras est un acteur québécois, né le 20 décembre 1961.

## Filmographie

### Cinéma
- 1984 : L'Hôtel New Hampshire (The Hotel New Hampshire) : Lenny Metz
- 1986 : The Trumpeter : Weatherton
- 1988 : La Loi criminelle (Criminal Law) : reporter
- 1989 : Whispers : serrurier
- 1989 : Mindfield : policier
- 1989 : The Carpenter : M. Mort
- 1990 : A Touch of Murder
- 1990 : Back Stab : Ted
- 1991 : Snake Eater II: The Drug Buster : Joey Garcia
- 1991 : Money : Sussman
- 1992 : Scanners III: Puissance maximum (Scanners III: The Takeover) : garde du hall
- 1992 : Les Vaisseaux du cœur (Salt on Our Skin) d'Andrew Birkin : coiffeur
- 1994 : Mrs Parker et le cercle vicieux (Mrs. Parker and the Vicious Circle) : chauffeur de taxi (1958)
- 1994 : Highlander 3 : Uniform
- 1995 : The Wrong Woman : réceptionniste de l'hôtel
- 1996 : Sci-fighters : flic sur le toit
- 1996 : Rowing Through : Adam
- 1996 : Les Voyageurs de l'arc-en-ciel : shérif adjoint
- 1996 : Hollow Point : chauffeur russe de Hearst
- 1996 : Nuit noire (Mother Night) : homme du gouvernement
- 1997 : For Hire : flic au motel
- 1997 : La Nuit des Démons 3 : un débutant
- 1997 : Contrat sur un terroriste (The Assignment) : commandant Scowcroft
- 1997 : L'Éducation de Little Tree (The Education of Little Tree) : indien
- 1998 : Perpetrators of the Crime : Johnny Cannetti
- 1998 : Une combinaison gagnante : Semary
- 1999 : Time at the Top : Edward Ormondroyd
- 1999 : Grey Owl, celui qui rêvait d'être indien (Grey Owl) : reporter d'Halifax
- 2000 : Nowhere in Sight : Darryl Higgins
- 2000 : Mon voisin le tueur (The Whole Nine Yards) : officier Morrissey
- 2000 : En toute complicité (Where the Money Is) : gérant
- 2000 : Stardom : directeur de défilé de mode
- 2000 : L'Art de la guerre (The Art of War) : Larry, secrétaire de Hooks
- 2000 : Island of the Dead : croque-mort de la ville
- 2000 : Y a-t-il un flic pour sauver l'humanité ? (2001: A Space Travesty) : habilleur de garde-robe
- 2001 : Nuit de noces d'Émile Gaudreault : bedeau
- 2002 : Témoin sous protection (Federal Protection) : jeune flic
- 2002 : Riders : officier de police blanc / noir #2
- 2002 : Jeu sans issue (One Way Out) (vidéo) : gérant de salle de jeu
- 2002 : The House on Turk Street : voyant
- 2002 : Au plus près du paradis : chanteur au restaurant
- 2003 : Mambo Italiano : psychiatre italien #1
- 2003 : Summer with the Ghosts
- 2004 : Fenêtre secrète (Secret Window) : gérant du motel
- 2004 : Rencontre à Wicker Park : gérant de l'hôtel
- 2005 : Horloge biologique : animateur Infopub
- 2013 : L'Extravagant Voyage du jeune et prodigieux T. S. Spivet : M. Stenpock
- 2015 : Stonewall : Queen Tooey
- 2017 : All You Can Eat Bouddha : Bert
- 2019 : Le Vingtième Siècle : père de King
- 2019 : Les Barbares de La Malbaie de Vincent Biron : préposé de la Ligue
- 2019 : Vivaces (Rustic Oracle) de Sonia Bonspille Boileau : officier Caron
- 2021 : Billie Holiday, une affaire d'État (The United States vs. Billie Holiday) de Lee Daniels

### Série télévisée
- 1987 : Shades of Love: The Rose Cafe : Robert
- 1990 : Enquête mortelle (Descending Angel) : policier
- 1993 : Vendetta II: The New Mafia : capo #1
- 1994 : The Maharaja's Daughter : flic de l'escouade spéciale
- 1994 : Les Jumelles Dionne  : Nelson
- 1995 : Mayday : Alerte maximum : Gordon
- 1996 : Twists of Terror : chauffeur de taxi
- 1996 : Pretty Poison : vieux soldat
- 1997-1998 : Student Bodies : M. Fishbaum
- 1999 : Chantage sans issue (36 Hours to Die) : Cosler
- 1999 : La Légende de Sleepy Hollow (The Legend of Sleepy Hollow) : M. Van Ecke
- 1999 : Le Loup-garou du campus : Hugo Bostwick
- 2000 : Audrey Hepburn, une vie (The Audrey Hepburn Story) : Jerome Robbins
- 2000 : The Great Gatsby : Owl Eyes
- 2000 : Les Fantômes de Noël (A Diva's Christmas Carol) : Emie Hoskins
- 2001 : Destin (en) (Dice) : installateur #1
- 2002 : Liaison scandaleuse (Wicked Minds) : coroner
- 2002 : Matthew Blackheart: Monster Smasher : Topi Rogo
- 2002 : Liaison obscure (Obsessed) : Dr Raynor
- 2003 : Nightwaves : reporter télé #3
- 2003 : Dangereuse Séduction (Deadly Betrayal) : détective Drummond
- 2003 : Going for Broke : Dowling
- 2003 : DC 9/11: Time of Crisis : agent des services secrets
- 2004 : Chasing Freedom : Dr Raynor
- 2005 : The Tournament : Hal Farqueson
- 2005-2006 : La Clef des secrets (Forbidden Secrets) : Ed
- 2022 : Indéfendable : Jean-Marc Provencher